# Фой Ванс
Фой Ванс (на английски: Foy Vance) е музикант, певец и автор на песни от Северна Ирландия. Той стъпва на музикалната сцена за първи път с издаването на албума Hope през 2007 г. Издава албума самостоятелно, без лейбъл. През 2013 г. той подписва с Glassnote Records и издава един албум под този лейбъл. Ванс е поддържащ изпълнител на турнето на британския певец и автор на песни Ед Шийрън и неговата музика е използвана в няколко телевизионни предавания. Освен това той е само вторият изпълнител, който подписва с Gingerbread Man Records, дъщерно дружество на Atlantic Records. През август 2013 г. издава втория си албум, Joy of Nothing. През май 2016 г. излиза третият му студиен албум The Wild Swan. Албумът е продуциран от Елтън Джон и неговият музикален видеоклип към главния сингъл She Burns включва Pretty Little Liars и носителката на наградата People's Choice Award Lucy Hale. Музикалният му видеоклип към песента Coco от албума The Wild Swan показва вдъхновителката за заглавието на песента, Коко Аркет, дъщерята на Кортни Кокс и Дейвид Аркет. Кокс също режисира същия видеоклип. През 2019 г. Фой издадва два уникални придружаващи албума, From Muscle Shoals и To Memphis, които са записани в продължение на няколко дни в легендарното FAME Studios в Muscle Shoals, Алабама и Sam Phillips Recording Studio в Мемфис. Фой също си сътрудничи с Алиша Кейс, Раг Н Боне Ман, Кейт Урбан, Каси Мъсгрейвс, Миранда Ланбърт, Plan B и Rudimental и много други, пресичайки различни жанрове без усилие. Фой стартира и подкаст поредицата The Vinyl Supper, в която той говори за музика, храна и житейски истории със специални гости и приятели от света на музиката, поезията и киното.
Песента Make It Rain (в превод – „Нека вали“) на Ед Шийрън, кавър на Фой Ванс, е финална в сериала „Синовете на анархията“ (Sons of Anarchy; 2008 – 2014).

## Дискография
| Албуми             | Албуми |
| Заглавие           | От     |
| ------------------ | ------ |
| Hope               | 2007   |
| Joy of Nothing     | 2013   |
| The Wild Swan      | 2016   |
| From Muscle Shoals | 2019   |
| To Memphis         | 2019   |
| Signs of Life      | 2021   |

| Миниалбуми                                                    | Миниалбуми |
| Заглавие                                                      | От         |
| ------------------------------------------------------------- | ---------- |
| Blueprints                                                    | 2000       |
| Live Sessions and the Birth of the Toilet Tour                | 2005       |
| Watermelon Oranges                                            | 2006       |
| Gabriel and the Vagabond                                      | 2006       |
| Be with Me Remix by The Free Association                      | 2008       |
| Portraits of the Artist                                       | 2009       |
| Time Lays Low                                                 | 2009       |
| Live with the Ulster Orchestra at the Waterfront Hall Belfast | 2009       |
| Melrose                                                       | 2012       |